# 瓦列里·叶雷科莫夫
瓦列里·阿纳托利耶维奇·叶雷科莫夫（羅馬化：Valeriy Anatol'yevich Yelykomov；1959年5月25日—）是俄罗斯政治人物，第七届国家杜马议员。
1982年，他毕业于阿尔泰国立医学院。1998年，他毕业于全俄财经函授学院。2014年至2016年，他担任第六届阿尔泰边疆区立法议会议员。2016年至2021年，他担任第七届国家杜马议员。2021年10月18日，他被任命为阿尔泰边疆区卫生部长。.